# Чемпионат СССР по классической борьбе 1954
23-й чемпионат СССР по классической борьбе 1954 года проходил в Риге с 21 по 25 ноября. В соревнованиях участвовало 285 борцов от 18 команд 15 союзных республик и городов Ленинграда и Москвы.

## Медалисты
| Весовая категория | Золото                                             | Серебро                                      | Бронза                                          |
| ----------------- | -------------------------------------------------- | -------------------------------------------- | ----------------------------------------------- |
| Наилегчайший вес  | Наиль Гараев Куйбышев                              | Н. Коршунов «Зенит» (Москва)                 | Николай Соловьёв «Трудовые резервы» (Ленинград) |
| Легчайший вес     | Евгений Свиридов «Металлург» (Запорожье)           | Владимир Сташкевич «Динамо» (Ростов-на-Дону) | Константин Вырупаев «Труд» (Иркутск)            |
| Полулёгкий вес    | Артём Терян «Динамо» (Кировобад)                   | Р. Галкин Советская Армия (Ростов-на-Дону)   | В. Бурылин «Крылья Советов» (Москва)            |
| Лёгкий вес        | Яков Пункин «Металлург» (Запорожье)                | Хельмут Пуур «Калев» (Таллин)                | Владимир Росин Советская Армия (Москва)         |
| Полусредний вес   | Владимир Манеев «Металлург» (Волгоград)            | Гурген Шатворян «Динамо» (Ростов-на-Дону)    | Григорий Гамарник «Динамо» (Киев)               |
| Средний вес       | Гиви Картозия «Искра» (Тбилиси)                    | В. Шейн «Зенит» (Москва)                     | И. Соломахин Советская Армия (Украинская ССР)   |
| Полутяжёлый вес   | Валентин Николаев Советская Армия (Ростов-на-Дону) | Аркадий Ткачёв «Водник» (Ростов-на-Дону)     | Н. Бережняк Советская Армия (Украинская ССР)    |
| Тяжёлый вес       | Анатолий Парфёнов «Динамо» (Москва)                | Йоханнес Коткас «Динамо» (Таллин)            | Александр Мазур Советская Армия (Москва)        |